# Henri Raison du Cleuziou
Pour les articles homonymes, voir Raison (homonymie).
Henri Raison du Cleuziou, né le 19 juin 1833 à Lannion et mort le 9 mars 1896 à Gentilly, est un archéologue, historien et dessinateur français. Il a publié de nombreux ouvrages sur la Bretagne, l'archéologie et l'histoire de France.

## Biographie
Henri Raison du Cleuziou est le fils de Joseph Raison, seigneur du Cleuziou, et de Marie Pélagie Urvoy de Portzamparc. Il épouse Constance Marie Blain de Saint-Aubin (sœur d'Emmanuel-Marie Blain de Saint-Aubin (en)).

## Œuvres

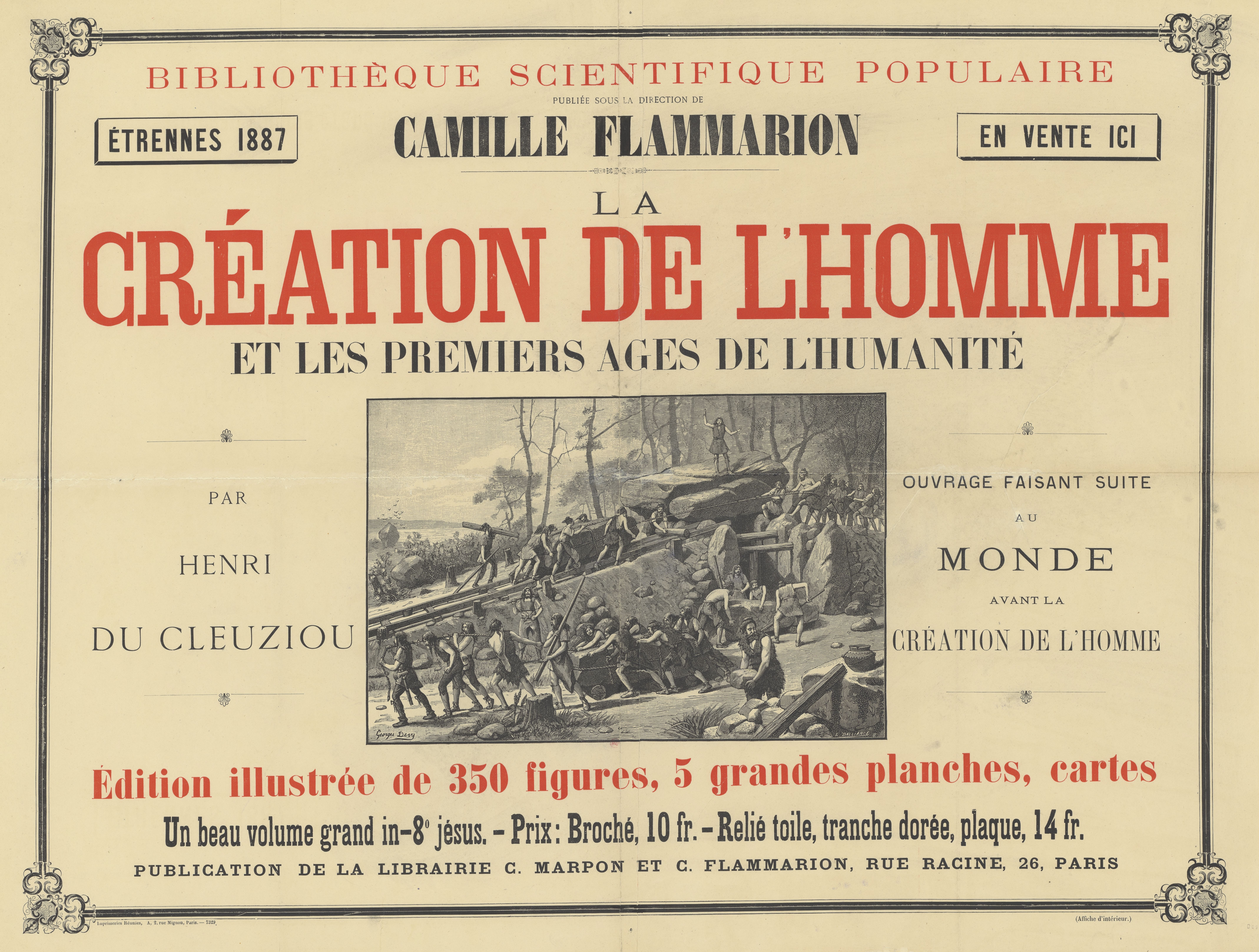
La création de l'homme et les premiers âges de l'humanité (1887)

- L’œuvre de Delacroix, 72 pages, C. Marpon, Paris, 1865 (BNF 36568603)
- De la Poterie gauloise, étude sur la collection Charvet, 309 pages, J. Baudry, Paris, 1872 (BNF 31173072)
- L'art national : étude sur l'histoire de l'art en France, en 2 volumes, A. Le Vasseur, Paris, 1882 & 1883 (BNF 31173066) [lire le 1er volume] [lire le 2e volume]
- Monuments historiques de France, collection de phototypies par C. Peigne, avec un texte explicatif et des notices par Henry Du Cleuziou, E. Monnier, Paris, 1886 & 1887, (BNF 31173069)
- La création de l'homme et les premiers âges de l'humanité, 840 pages, C. Marpon & E. Flammarion, Paris, 1887 (BNF 31173067) [lire en ligne]
- Bretagne : le pays de Léon, en 2 tomes, dans la collection La France artistique et pittoresque, E. Monnier de Brunhoff et Cie, Paris, 1886 & 1887 (BNF 34100889) [lire le 1er tome] [lire le 2e tome]